# Norridge, Illinois
Norridge är en ort (village) i Cook County, i delstaten Illinois, USA. Enligt United States Census Bureau har orten en folkmängd på 14 635 invånare (2011) och en landarea på 4,7 km².